# Vicente Piquer
Vicente Piquer Mora (Algar de Palancia, 24 febbraio 1935 – 1º marzo 2018) è stato un allenatore di calcio e calciatore spagnolo, di ruolo difensore.

## Carriera

### Club
Iniziò a giocare nella Segunda División spagnola nella filiale del Valencia Mestalla. Dal 1956 Lluís Miró lo aggregò alla prima squadra del Valencia. Giocò per nove stagioni nella Liga con il Valencia, giocando anche nelle coppe internazionali. In particolare, vinse due edizioni consecutive della Coppa delle Fiere (nel 1962 e nel 1963).
Nel 1965 si trasferì al Malaga dove si ritirò dal calcio giocato nel 1967.
Dopo il ritiro si dedicò alla carriera da allenatore.

### Nazionale
Giocò una partita con la Nazionale spagnola, disputata il 10 dicembre 1961 a Parigi contro la Francia. La partita, amichevole, terminò sul risultato di 1-1. L'allenatore della Spagna era Pedro Escartín.

## Palmarès

### Giocatore

#### Club

##### Competizioni nazionali
- Segunda División spagnola: 1

Malaga: 1966-1967

##### Competizioni internazionali
- Coppa delle Fiere: 2

Valencia: 1961-1962, 1962-1963